# Ruhr

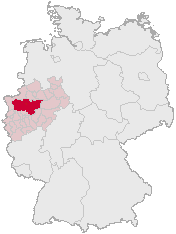
Vùng Ruhr được tô màu đỏ thẫm

Ruhr hay vùng Ruhr (tiếng Đức: Ruhrgebiet), là một khu vực đô thị ở Nordrhein-Westfalen, Đức. Với diện tích 4435 km² và dân số khoảng 5.200.000 người (2009), vùng này bao gồm một số thành phố công nghiệp cũ được bọc bởi các con sông Ruhr về phía nam, sông Rhine về phía tây, và sông Lippe về phía bắc. Vùng Ruhr được coi là một phần của khu vực đô thị lớn hơn là Rhine-Ruhr với dân số 12 triệu người.
Từ Tây sang Đông, khu vực này bao gồm các thành phố Duisburg, Oberhausen, Bottrop, Mülheim an der Ruhr, Essen, Gelsenkirchen, Bochum, Herne, Hagen, Dortmund, và Hamm, cũng như những phần của nhiều huyện "nông thôn" của Wesel, Recklinghausen, Unna và huyện Ennepe-Ruhr. Các thành phố đông dân nhất là Dortmund (khoảng 572.000), Essen (566.000) và Duisburg (486.000). Vùng Ruhr không có trung tâm hành chính; mỗi thành phố trong khu vực có chính quyền riêng của mình. Trong lịch sử, các thị trấn Tây Ruhr, như Duisburg và Essen, thuộc khu vực lịch sử của Rheinland, trong khi phần phía đông của vùng Ruhr, bao gồm Gelsenkirchen, Bochum, Dortmund và Hamm, là một phần của vùng Westfalen. Từ thế kỷ 19, các huyện này đã phát triển và hợp với nhau thành một phức hợp lớn với khu vực công nghiệp rộng lớn, nơi sinh sống của khoảng 7,3 triệu người (bao gồm cả Düsseldorf và Wuppertal).